# Occidental Observer
Occidental Observer (deutsch: Abendländischer Beobachter) ist eine Website, die rassistische und  antisemitische und gegen eine Einwanderung gerichtete Themen online stellt.

## Herausgeber
Der Occidental Observer ist ein Publikationsorgan der Charles Martel Society, die auch das vierteljährlich erscheinende Onlinemagazin The Occidental Quarterly und den Buchverlag Occidental Press betreibt. Die Charles Martel Society, die im Jahr 2001 von dem konservativen Verleger William H. Regnery gegründet wurde, führt in ihrem Namen den sog. Befreier des Abendlands Karl Martell, der die muslimischen Araber und Berber im Jahr 732 von ihrem weiteren Vordringen nach Europa aufgehalten haben soll.
Herausgeber des Occidental Observer ist der Psychologie-Professor Kevin B. MacDonald, der die These vertritt, dass eine „gruppenevolutionäre Strategie“ es den Juden ermögliche, Nichtjuden als Konkurrenten um Ressourcen zu übertreffen.

## Politische Ziele und Strategie
Auf der Website wird ausgewiesen, dass diese Webpräsenz für weiße Identität, weiße Interessen und für die Kultur des Westens eintrete. Der Herausgeber Kevin MacDonald ist entsprechend einer Grundsatzerklärung der Auffassung, dass sich andere identitäre Gruppen über ihre Interessen und Identität sehr wohl bewusst seien, was allerdings bei den europäisch-amerikanischen Gruppen, die diese Gesellschaften gründeten, kaum der Fall sei. Da sich dies ändern solle, stelle die Internetseite Occidental Observer ein Instrument zur Veränderung dieser Verhältnisse dar. Diese Seite solle mehr als eine Zeitung sein und durch Kommentare, Literaturbesprechungen, kurze Kommentare über neue Erzählungen und aktuelle Ereignisse in obigem Sinn eingreifen. Ferner wolle er den negativ konnotierten Begriffen wie Rassist und Überlegenheit der Weißen ein positives Image verleihen.

## Gegenpositionen
Dem Occidental Observer wird von verschiedenen Seiten Antisemitismus und Nationalismus vorgeworfen. 

### Antisemitismus
Die Anti-Defamation League wirft der Internetseite Occidental Observer vor, dass sie die wichtigste Stimme des Antisemitismus der rechtsextremen Intellektuellen Amerikas sei.
Den Vorwurf des Antisemitismus belegt die Anti-Defamation League mit mehreren Auszügen aus Artikeln:
- Entsprechend einem Gruppeneditorial des Occidental Observer vom November 2008 wird den Juden eine Zusammenarbeit erlaubt, sofern sie anerkennen, dass die Judenorganisationen die europäischstämmigen US-Amerikaner zwangsenteignet hätten.
- In dem Artikel des anonymen Autors James Murrey vom 4. Januar 2009 wird behauptet, dass das Finanzkonzept von Bernard L. Madoff eine Verschwörung von Juden gewesen sei, um Nicht-Juden zu bestehlen.
- In einem Artikel vom 24. September 2008 wird behauptet, dass die Feindschaft von Weißen und Christianisierung eine gängige Vorstellung der Juden sei.
- In einem Artikel vom 12. September 2008 stellt Edmund Connelly die Behauptung auf, dass die Juden die weißen US-Amerikaner vernichten wollen.[3]

### Nationalismus
In einem Artikel der New York Times vom Juli 2015 wird angemerkt, dass die Vertreter der sogenannten White Supremacy einige Internetseiten wie das National Policy Institute, die American Renaissance oder die Charles Martel Society den Occidental Observer nutzen, um ihre nationalistischen Thesen – mit wissenschaftlichem Anspruch –, gegen die Einwanderung, zur Minderwertigkeit der Schwarzen und zur Überlegenheit der Weißen zu verbreiten.

## Unterstützer
Zu den Unterstützern dieser Internetseite zählen beispielsweise Virginia Abernethy, Alex Kurtagić, Colin Liddell, Tomislav Sunić und Richard B. Spencer.